# Adolf Ivar Arwidsson
Adolf Iwar Arwidsson (7. srpna 1791, Padasjoki, švédské Finsko – 21. června 1858, Vyborg, Finské velkoknížectví) byl finský švédsky píšící historik, politický novinář, spisovatel, básník a přednášející na Královské akademii v Turku. Patřil k jedněm z nejvýznamnějších představitelů tzv. turkuské romantiky, kteří otevřeli otázku hledání národní finské identity spojenou se zaměřením na vývoj finštiny jako národního jazyka, který pomůže národu k samostatnosti. Arwidsson ve svých radikálních textech kritizoval úřednictvo, duchovenstvo, soudce i postavení finského národa v rámci Ruského impéria a finské národní hnutí považovalo Arwidssona za strůjce nezávislého Finska..
Arwidsson je připomínán především kvůli výroku „Švédové nejsme, Rusy být nechceme, buďme tedy Finové“. Tato slova však zřejmě nenapsal on sám, ale jsou ze shrnutí jeho politického myšlení přezentovaného po jeho smrti Johanem Vilhelmem Snellmanem.

## Život
Arwidsson se narodil v roce 1791 v Padasjoki v jižním Finsku, kde byl jeho otec kaplanem. Později se s rodinou přestěhoval do Laukaa ve středním Finsku, kde otec získal místo vikáře. Na jeho negativní postoj k Rusku měla vliv především finská válka v letech 1808-1809, která střední Finsko těžce postihla.
Po absolvování střední školy v Porvoo odešel Arwidsson roku 1810 studovat matematiku a později historii na Královské akademii v Turku. Již během studentských let začal psát vlastenecké básně. Roku 1814 se stal bakalářem, roku 1817 získal doktorát za svou disertační práci Ingeni romantici, aevo medio orti, expositio historica (Historická prezentace romantického ducha zrozeného ve středověku) a byl jmenován docentem historie na akademii. Měl styky se švédskými romantiky a po dizertaci tyto styky ještě prohloubil v letech 1817–1818 během svého pobytu ve Švédsku..

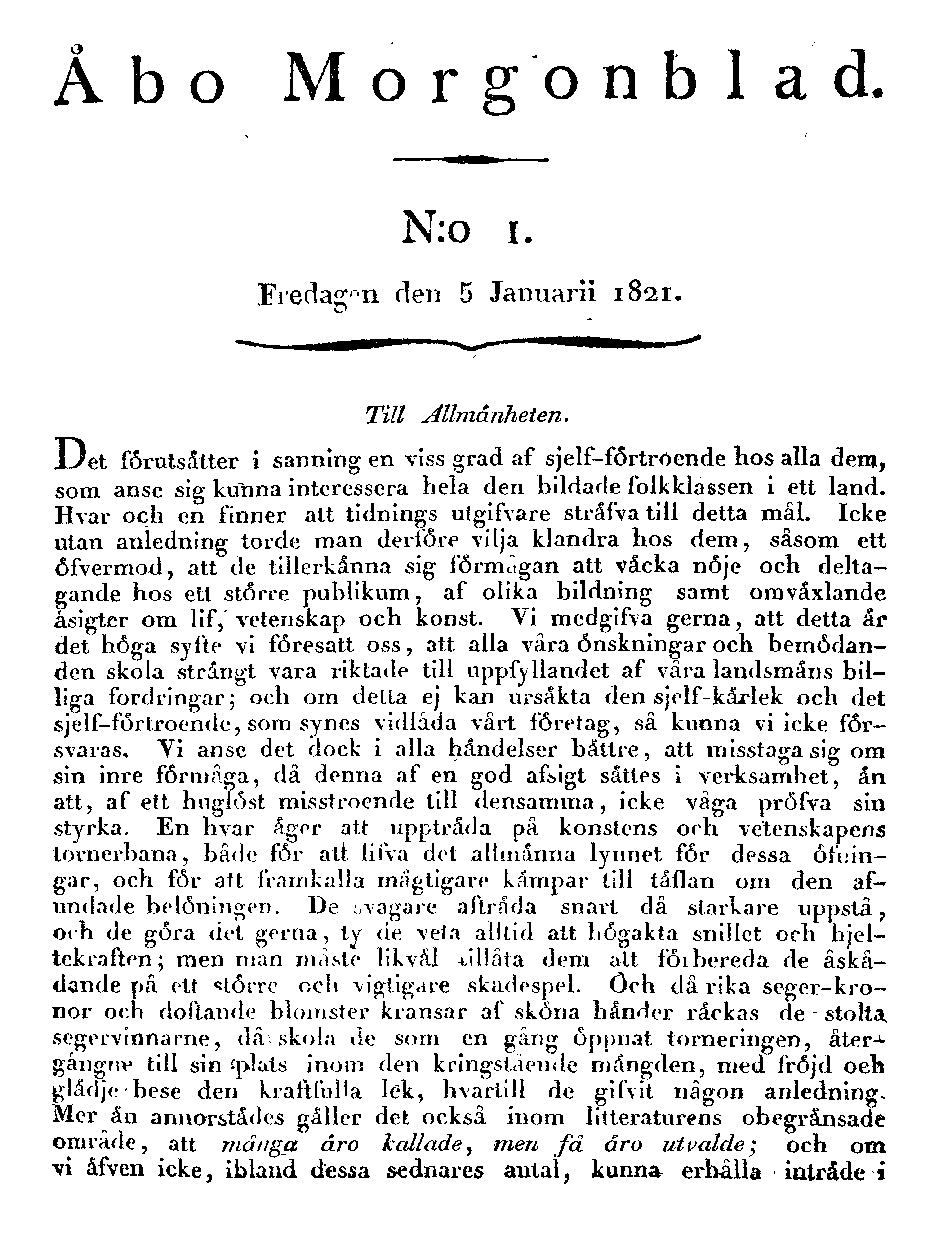
První číslo novin Åbo Morgonblad

V Turku patřil ke společnosti Aura, která sdružovala finskou kulturní elitu  reprezentující takzvaný turkuský romantismus, vzniklý po odtržení Finska od Švédska a vytvoření autonomního Finského velkoknížectví v rámci Ruského impéria. Arwidsson nejprve přispíval do naučného časopisu Mnemosyne, ale ten mu začal připadat příliš smířlivý. Proto začal roku 1821 vydávat vlastní noviny Åbo Morgonblad, v nichž zveřejňoval své radikální národně-vlastenecké myšlenky týkající se např. veřejné správy, úřednictva, soudců i duchovenstva a postavení finského národa v Ruském impériu. Časopis vyzdvihoval také důležitost finského jazyka jako klíčového poznávacího znaku národnosti významného pro udržení celistvosti národa. Proto vyzýval k jeho ochraně, protože s jeho zaniknutím by zanikl i národ.
Noviny byly po půl roce zakázány, ostrost příspěvků vzbudila nevoli i v Petrohradě a stála Arwidssona také místo přednášejícího na akademii. Proto Arwidsson vydal jako náhradu pro své přeplatitele brožuru Oskyldigt Ingenting (Nevinné nic). Nakonec musel Arwidsson roku 1823 opustit Finsko a jeho odchod do Švédska znamenal velké oslabení vlivu turkuské romantiky.
V roce 1824 se Arvidsson oženil s Johannou Caroline Armfeltovou (1795-1878), dcerou zesnulého barona Fredrika Armfelta (manželství mezi zástupci různých tříd bylo v té době velmi vzácné). V manželství měli spolu čtyři děti:
- Hugo Ivar (1825-1886),
- Thorsten Adolf (1827—1893),
- Alfild Johanna (1829-1887),
- Sigrid Aura (1833—1911).[1]

Roku 1825 získal ve Švédsku občasntví a místo knihovníka v Královské knihovně ve Stockholmu a za své vědecké zásluhy byl roku 1843 jmenován jejím ředitelem. Napsal finskou učebnici dějepisu a zeměpisu a pojednání o historii Švédska a severských zemí. Aktivně se také účastnil švédských kulturně-politických debat a debat o politickém postavení Finska. V roce 1827 podnikl cestu do Finska při hledání starožitností, ale místní úřady ho okamžitě poslaly zpět. Tato zkušenost vedla k ještě větší radikalizaci jeho politické práce.  V roce 1851 byl vyznamenán rytířským křížem švédského Řádu polární hvězdy.
Roku 1858 mohl Arwidsson navštívit Finsko a dostalo se mu na mnoha místech slavnostního přivítání jako pokračovatele celoživotního díla Henrika Gabriela Porthana. Během cesty onemocněl zápalem plic a nečekaně ve Vyborgu zemřel. Je pohřben v Laukaa, městě jeho mládí.

## Výběrová bibliografie
- Ingeni romantici, aevo medio orti, expositio historica (1817, Historická prezentace romantického ducha zrozeného ve středověku), disertační práce.
- Hjertesår och Hjertebalsam, eller Den dygdiges Seger öfver Ödet och Döden (1819, Bolest a balzám na srdce aneb Vítězství ctnostných nad osudem a smrtí, romantická hra:
- Kansallisuudesta ja kansallishengestä (1821, Nacionalismus a národní duch).
- Lärobok i Finlands historia och geografi (1832), učebnice historie a geografie Finska.
- Svenska fornsånger (1834-42, Staré švédské písně).
- Suomi ja sen tulevaisuus(1838, Finsko a jeho budoucnost), pod pseudonymem Pekka Kuoharinen.
- Förteckning öfver Kongl. Bibliothekets i Stockholm Isländska Handskrifter (1846, Inventář islandských rukopisů v Královské knihovně ve Stockholmu).
- Trettio-åriga krigets märkvärdigaste personer (1861, Nejpozoruhodnější lidé třicetileté války).